# Phước Xuân
Phước Xuân là một xã thuộc huyện Phước Sơn, tỉnh Quảng Nam, Việt Nam.
Xã Phước Xuân có diện tích 130,92 km², dân số năm 2019 là 1.222 người, mật độ dân số đạt 9 người/km².